# Peixe-cirurgião-convicto
O peixe-cirurgião-convicto (Acanthurus triostegus) é uma espécie de peixe tropical pequeno do gênero Acanthurus, da família Acanthuridae.

## Aparência
Um peixe branco pequeno com listras pretas finas no corpo, com barbatanas no tom amarelado desbotado.

## Distribuição
É nativo do Indo-Pacífico, incluindo o Mar Vermelho, Moçambique, Madagáscar, Japão, Ilhas Ogasawara, Ilha de Páscoa, Polinésia Francesa, Havaí, Ilhas Revillagigedo, Península da Baja Califórnia e Mar de Cortez.

## Habitat
Habitam recifes rasos, costões rochosos, lagunas e atois.

## Biologia
Normalmente os adultos formam cardumes em lagunas, os juvenis são encontrados em poças de maré ou em pradarias de algas próximas a praias. Durante a desova, nuvens de ovos e espermatozóides são predados por raias-jamanta, que frequentemente estão presentes durante a desova. Depois das larvas eclodirem, elas vão para mar aberto e passam a fazer parte do plâncton.

## Alimentação
Se alimentam de algas que crescem nas rochas e corais.

## Usos humanos

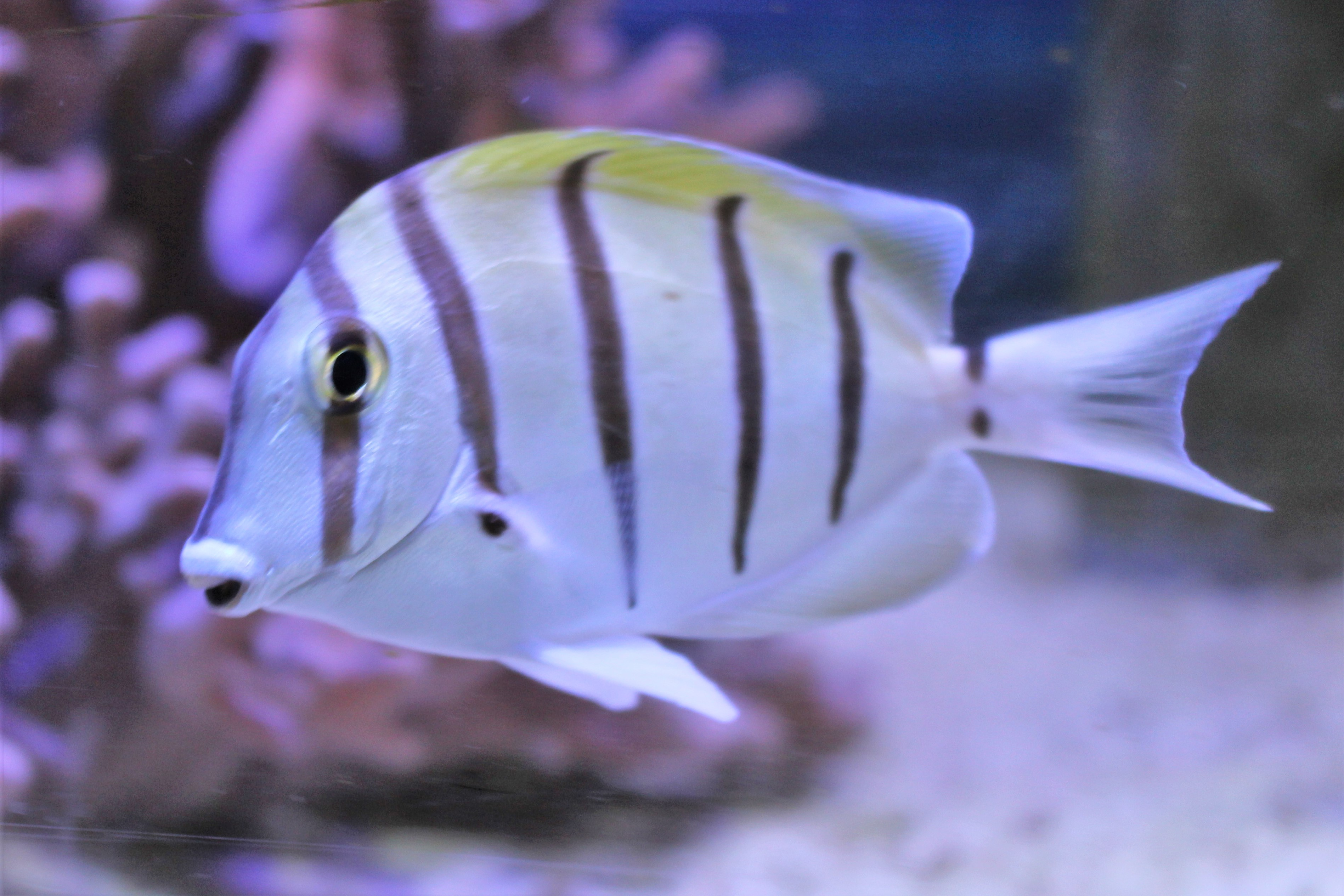
Exemplar em aquário.

São frequentemente encontrados no comércio de aquários.